# Копеечник альпийский
Копе́ечник альпи́йский или копе́ечник сибирский (лат. Hedýsarum alpínum) — многолетнее травянистое растение, вид рода Копеечник (Hedysarum) семейства Бобовые (Fabaceae). Встречается в северных широтах Северного полушария. На территории России этот вид встречается от юга Кольского полуострова до Урала и Сибири. В Северной Америке широко распространён в Канаде и на самом севере США, включая Аляску.

## Ботаническое описание
Многолетнее травянистое растение с высотой стебля до 70 см. Корневище толстое, деревянистое, разветвлённое. Листья разделены на несколько листочков длиной до 3,5 см. Соцветие представляет собой плотную метёлку. Цветки розовые или бледно-фиолетовые, длиной до 1,5 см. Цветки опыляются насекомыми, такими как шмель и медоносная пчела. Плод — плоский бобовый стручок, суженный между семенами, с 9 сегментами.

## Распространение и среда обитания
Вид встречается в различных холодно-умеренных регионах Северного полушария, в Старом и Новом Свете, в частности, в России (европейская часть и Сибирь), Монголии, Китае (Маньчжурия), Корее, а также в Северной Америке: Канаде, США (северная часть и Аляска).
Вид обычно произрастает в бореальном и северном умеренном климате. Встречается в тундре и тайге, в поймах рек, на лугах и в сухих лесах. Хорошо адаптирован к известковым почвам. Обычно не является доминирующим видом, но считается доминирующим в дельтах нескольких рек и на равнинах Аляски. Это пионерный вид на поймах, которые недавно были вымыты водой и льдом. Растёт вместе с ивами и березами вдоль водных путей и в лесах с преобладанием ели. Растет на лугах с такими видами трав, как Schizachyrium scoparium, Poa compressa и Leymus mollis.
Вид внесён в Красную книгу Мурманской области.

## Экология
Копеечник альпийский является важным источником пищи для многих видов животных, включая барибала, медведей гризли, бизонов, лосей, баранов Далла и карибу. Медведи умеют выкапывать питательные корни. В некоторых районах, например в Национальном парке Банфф, корни являются основной пищей для медведей гризли. В некоторых районах Аляски это растение является основной пищей для баранов Далла и карибу. Его едят многие мелкие млекопитающие, такие как полевки и горностаи; в местах обитания копеечника альпийского гнездятся различные птицы.

## Использование
Коренные жители Аляски использовали и продолжают использовать растение в пищу, особенно мясистые корни. Считается, что корни по вкусу напоминают молодую морковь. Инупиаты называют растение диким картофелем и получают из корней пищевые волокна. Для народа дена’ина копеечник альпийский — самый важный источник пищи после диких фруктов. Эскимосы обучают собак находить запасы корней, которые были спрятаны мышами. Корни можно есть сырыми или готовить различными способами, включая варку, запекание и жарку в жире. Их хранят в сале или масле и едят, когда заканчиваются другие запасы пищи. Семена не следует есть сырыми или в больших количествах, так как они содержат L-канаванин, который, в частности, мог привести или способствовать смерти Кристофера Маккандлесса. Исследования правдивости этой теории продолжаются.
Даёт большую травяную массу. Его верхушечные облиственные цветоносные части хорошо поедаются лошадьми и рогатым скотом.

## Химический состав
В траве этого растения, в основном в листьях, содержится мангиферин, который применялся в качестве противовирусного и иммуностимулирующего средства (по современным данным вещество не имеет доказанного эффекта и не применяется в рецептурных препаратах). Кроме мангиферина, в траве копеечника альпийского обнаружены флавоноиды (гиперезид, хедизарид и другие), 220–1375 мг% аскорбиновой кислоты. Корневища и корни содержат полисахариды — производные галактозы, ксилозы, галактуроновой кислоты и рамнозы.